# La Chapelle-de-Mardore
La Chapelle-de-Mardore foi uma comuna francesa na região administrativa de Auvérnia-Ródano-Alpes, no departamento de Ródano. Estendia-se por uma área de 5,79 km². Em 2010 a comuna tinha 212 habitantes (densidade: 36,6 hab./km²).
Em 1 de janeiro de 2013, passou a formar parte da nova comuna de Thizy-les-Bourgs.